# Sphagnum umbrosum
Sphagnum umbrosum är en bladmossart som beskrevs av Warnstorf 1906. Sphagnum umbrosum ingår i släktet vitmossor, och familjen Sphagnaceae. Inga underarter finns listade i Catalogue of Life.